# إيلينسكي بوغوست

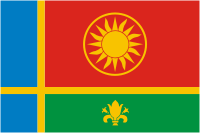
شعار القرية

إيلينسكي بوغوست (بالروسية: Ильинский Погост) هي إحدى قرى روسيا في الكيان الفدرالي الروسي موسكو اوبلاست في أوريخوفو-زويفو رايون. يبلغ عدد سكانها 1,611 نسمة (حسب إحصاء عام 2010).